# Tarab Abdul Hadi

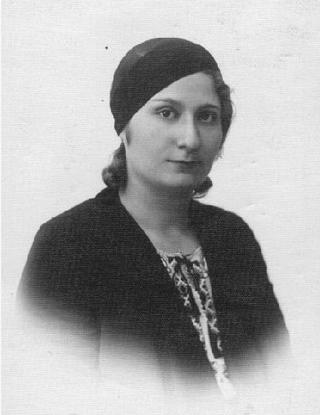
Tarab Abdul Hadi in den 1940er Jahren

Tarab Abdul Hadi (arabisch طَرب عبد الهادي), auch Tarab 'Abd al-Hadi, (* 1910 in Dschenin; † 1976 in Kairo) war eine palästinensische Aktivistin und Feministin. In den späten 1920er Jahren war sie Mitbegründerin des Palestine Arab Women’s Congress (PAWC), der ersten Frauenorganisation im britischen Mandatsgebiet für Palästina und war aktive Organisatorin der Schwesterorganisation Arab Women’s Association (AWA).

## Biographie
Tarab Abdul Hadi kam 1910 in Dschenin zur Welt, das damals zum osmanischen Reich gehörte. Sie war mit Awni Abdul Hadi verheiratet, der prominentes Mitglied der palästinensischen Unabhängigkeitspartei (Istiqlal Party) war. Tarab Abdul Hadi und andere Frauen aus prominenten Jerusalemer Familien gründeten den Palestine Arab Women’s Congress (PAWC), um die zunehmende zionistische Präsenz in Palästina zurückzudrängen und den Kampf für eine nationale Unabhängigkeit zu unterstützen.

Das erste Treffen des PAWC fand in Abdul Hadis Haus in Jerusalem am 26. Oktober 1929 statt, womit palästinensische Frauen erstmals die politische Bühne betraten. Abdul Hadi wurde eines von 14 Mitgliedern des PAWC-Exekutivkomitees, die die prominenten Familien Jerusalems wie die Husseinis, Alamis, Nashashibis und Budeiris vertraten.

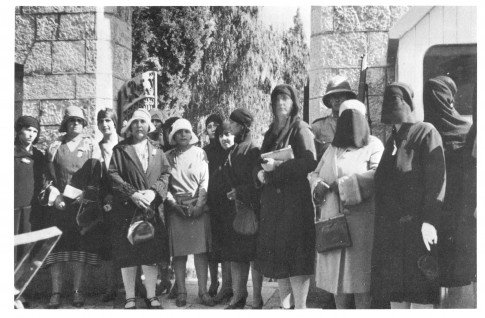
Delegation des Palestine Arab Women’s Congress beim britischen Hochkommissar im Oktober 1929

 Neben dem Schreiben von Briefen und Telegrammen, die die Aufmerksamkeit für die palästinensische Notlage steigern sollten, engagierte sich das PAWC in der Gefangenenbetreuung. Es wurde versucht, durch Appelle an die britischen Behörden die Verkürzung von Gefängnisstrafen zu erreichen und Geld zur Unterstützung von Familien zu sammeln, die ihre Ernährer durch die Inhaftierung verloren hatten.

Abdul Hadi war auch bei der Arab Women’s Association (AWA) aktiv, die auch 1929 gegründet worden war und sich zur prominentesten Frauenorganisation Palästinas entwickelte. Als Vertreterin der AWA hielt sie im April 1933 eine Rede an der Kirche des heiligen Grabes in Anwesenheit des britischen Generals Allenby: 
„Die arabischen Frauen bitten Lord Allenby, folgendes zu bedenken und seiner Regierung mitzuteilen … Die Mütter, Töchter, Schwestern von arabischen Opfern sind hier versammelt, um der Welt den Verrat der Briten vor Augen zu führen. Wir wollen, dass sich alle Araber daran erinnern, dass die Briten die Ursache unseres Leidens sind und dass sie daraus ihre Lehren ziehen sollten.“
 Abdul Hadi engagierte sich auch in der Kampagne gegen den Schleier, die palästinensische Frauen motivierte, den Schleier abzulegen.
Nach dem Arabisch-Israelischen Krieg 1948 ging Tarab Abdul Hadi mit ihrem Ehemann nach Kairo. Awni Abdul Hadi starb 1970 in Kairo, Tarab Abdul Hadi starb dort 1976.